# Hopfen (Heraldik)
Der Hopfen ist in der Heraldik eine Wappenfigur, die eher selten vorkommt. Echter Hopfen wird als rankende Pflanze oder als einzelne Ranke mit Dolde und Blättern oder als einzelne Dolde dargestellt, in der Regel in Grün, aber auch andere Tingierungen sind möglich. Die Darstellung der Pflanze in Ortswappen ist oft ein Hinweis auf ein Hopfenanbaugebiet.

Attenkirchen, Löwe hält Hopfenranke
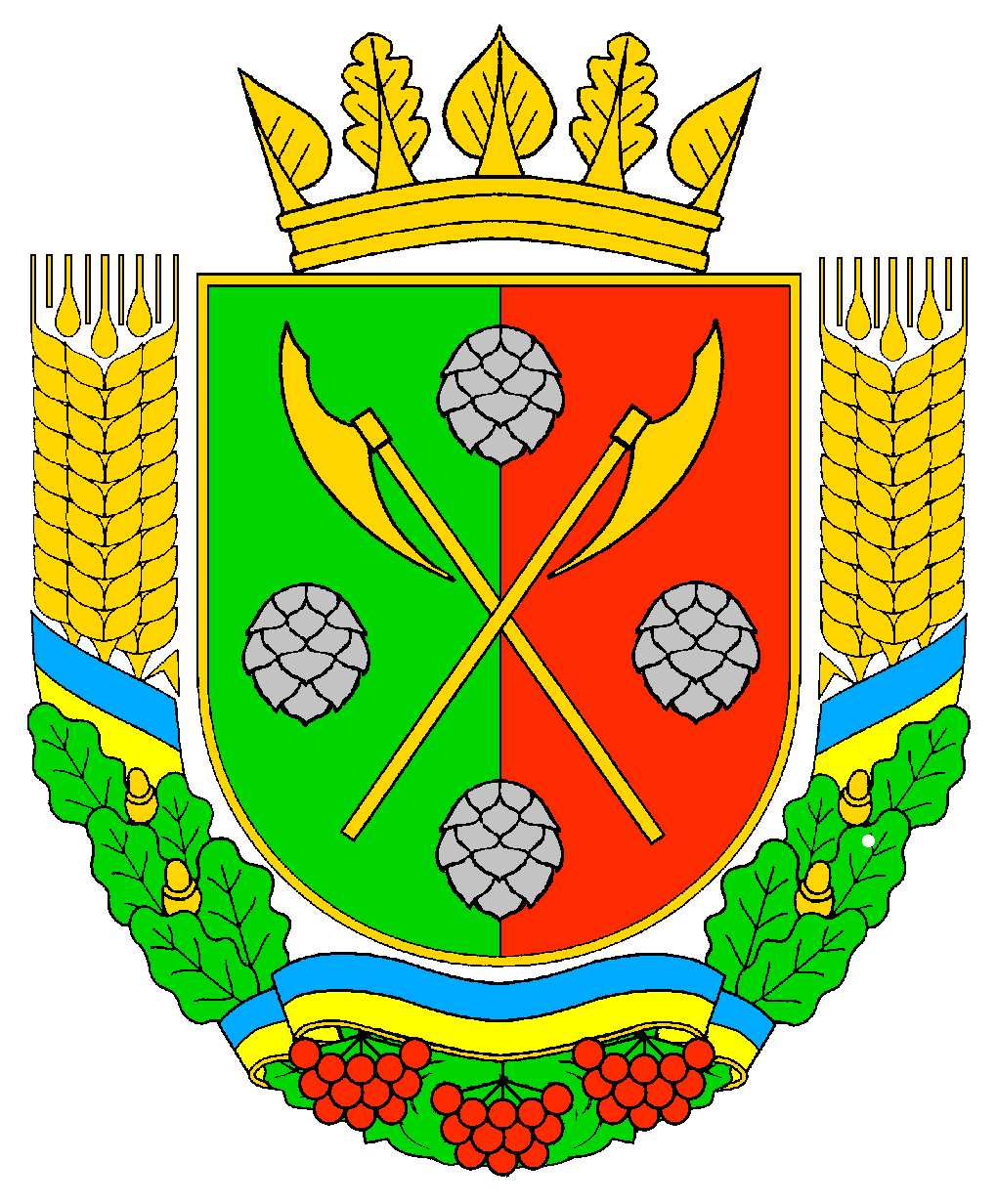
Rajon Berdytschiw
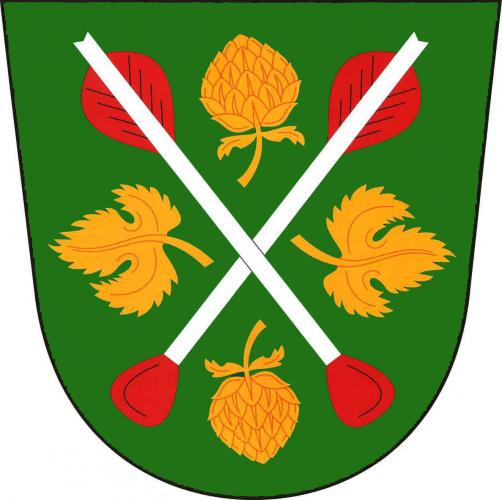
Bilsko
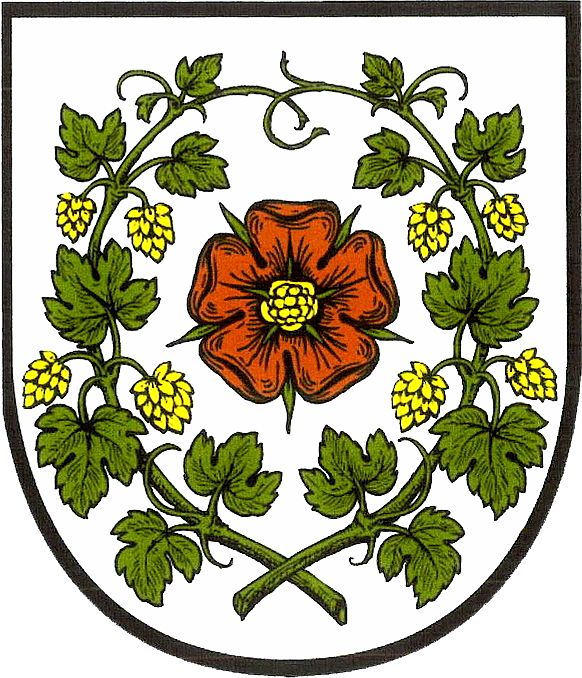
Buckow (Märk. Schweiz) zeigt eine rote Rose mit umrankenden grünen Hopfenzweigen
Fyns Amt, Hopfenblätter im Dreipass
Gammelin, zwei fallende Hopfendolden
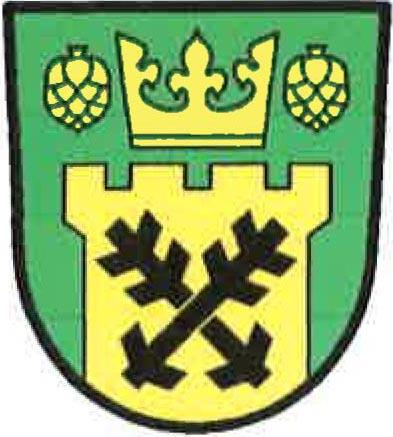
Großblatzen
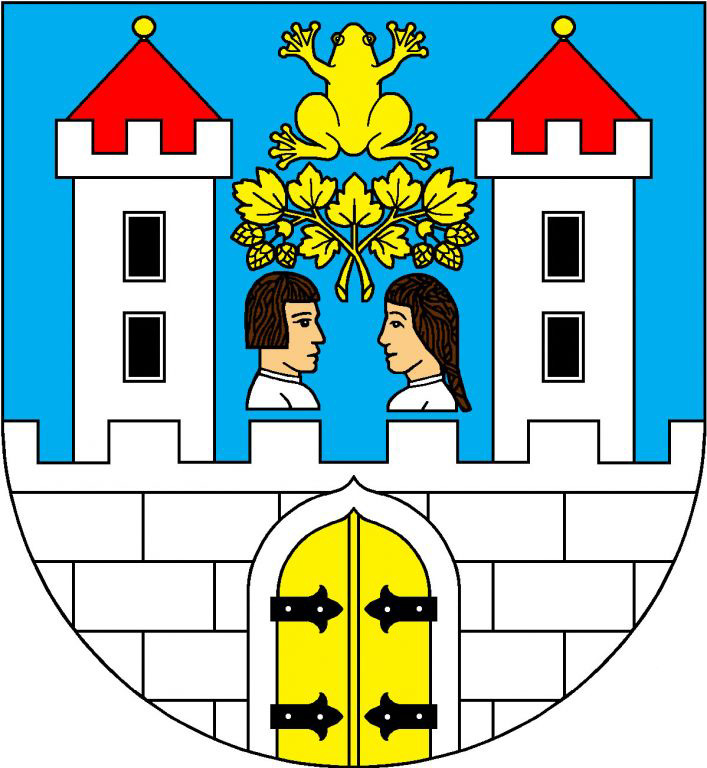
Herrndorf
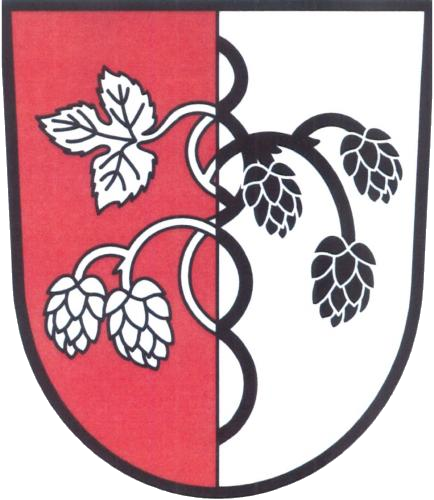
Hopfendorf
Hummelfeld, Hopfenranke mit gestürzten Blatt und fünf auswärts weisenden Dolden
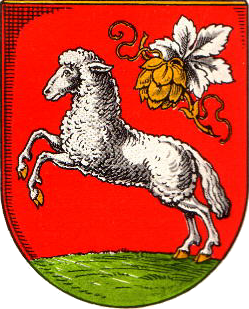
Lamspringe, goldene Hopfenranke mit silbernem Blatt und goldenem Fruchtzapfen
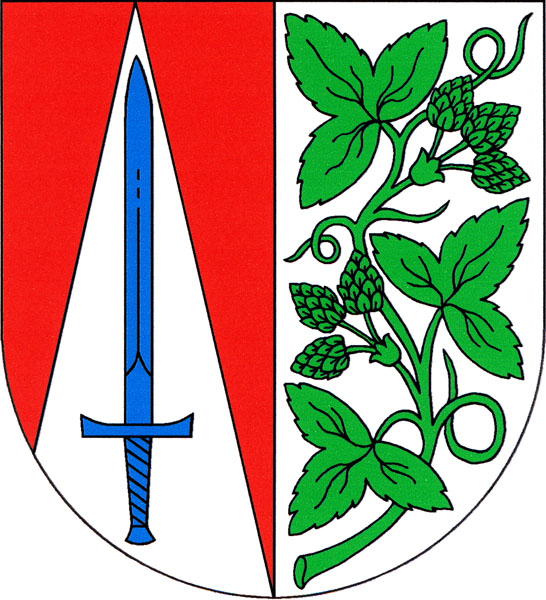
Libeschitz
Lonnerstadt, gestielte Hopfendolde
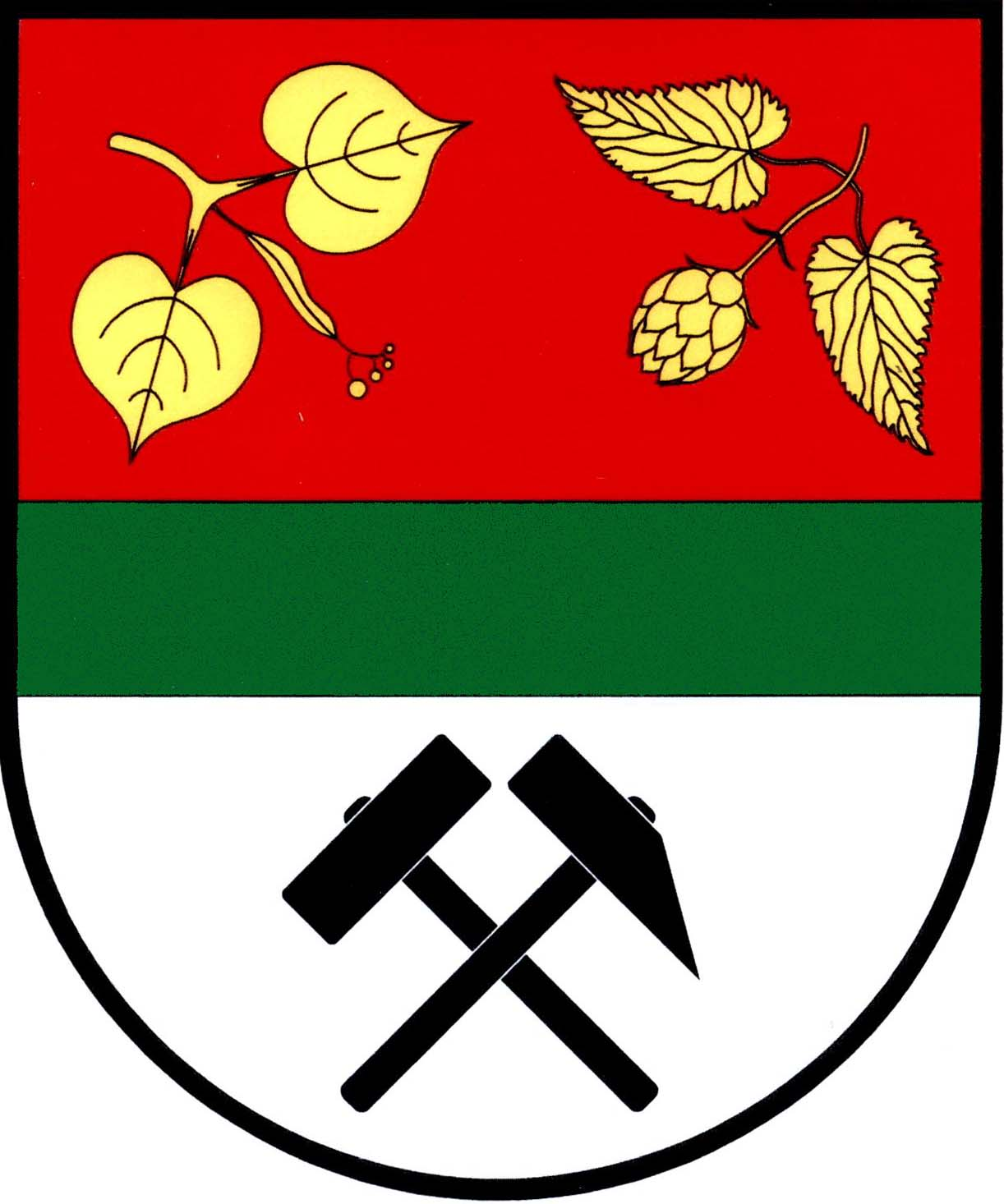
Michelsdorf
Nebringen, drei rote Ähren wachsen nach schräglinks und eine grüne Hopfenstaude nach schrägrechts
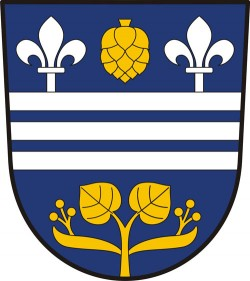
Nosadl
Powiat Nowotomyski (Kreis Neutomischel)
Pankow, rechts und links je eine Dolde mit Blatt
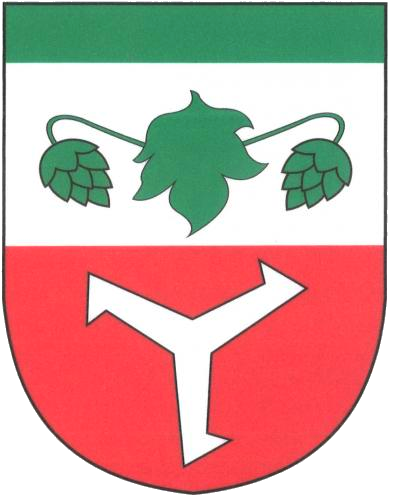
Posden
Pschan
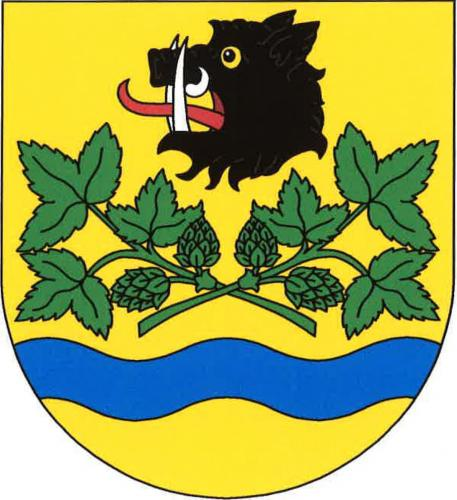
Radowesitz
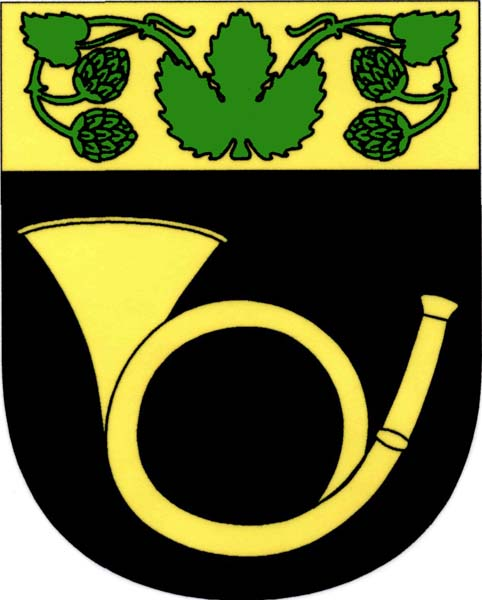
Rentsch
Rohrbach, heraldisch stilisiert
Schwirz
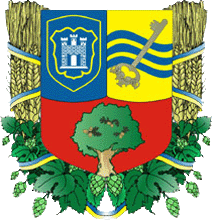
Rajon Schytomyr
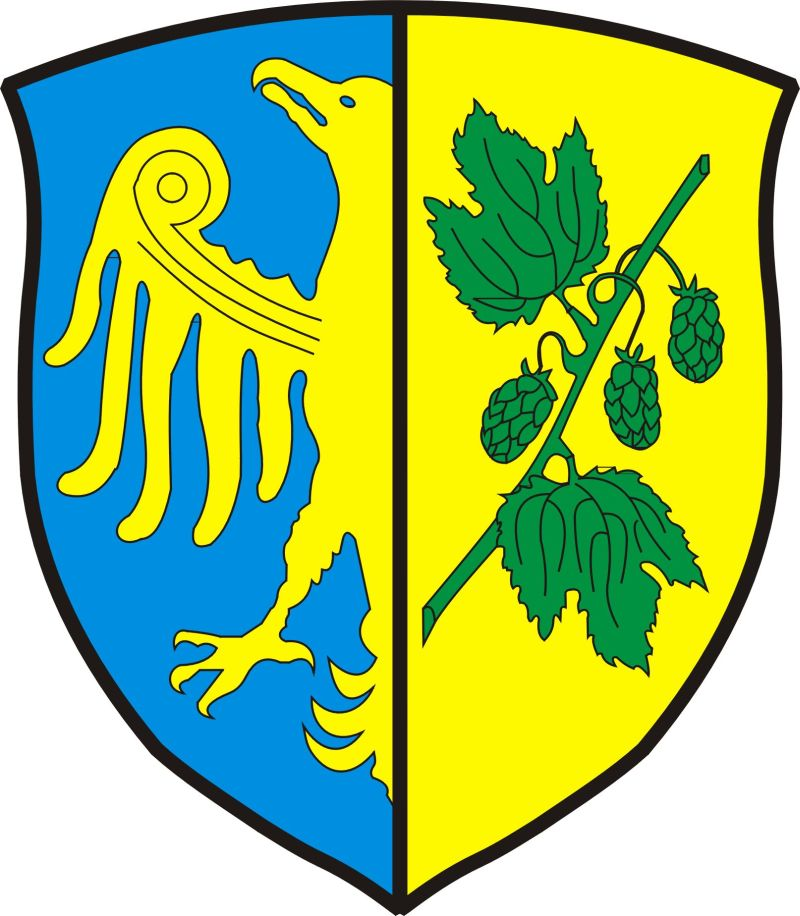
Powiat Strzelecki (Kreis Groß Strehlitz)
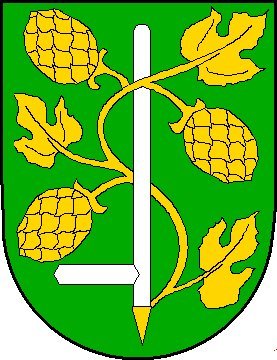
Swojetin
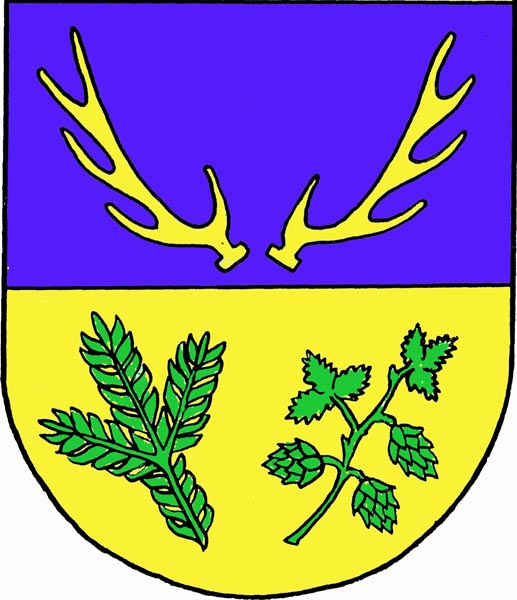
Teschnitz
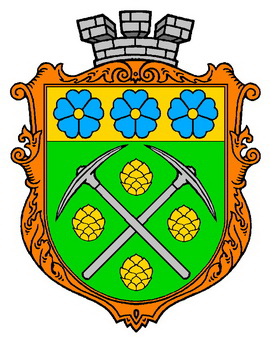
Tschernjachiw
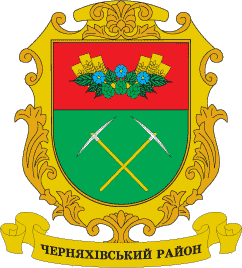
Rajon Tschernjachiw
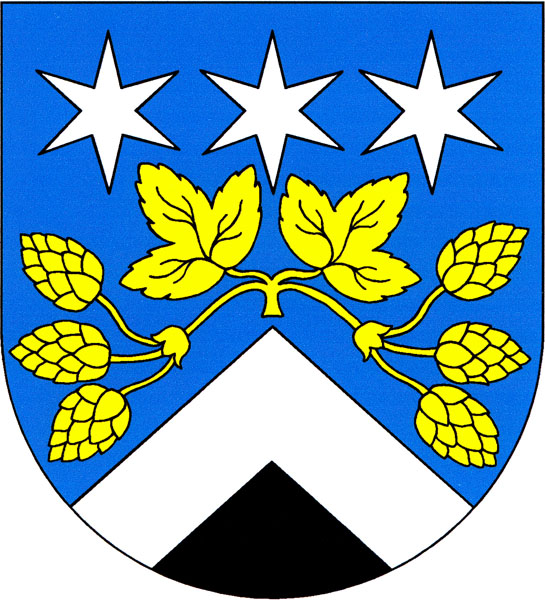
Tuchorschitz
Vietz
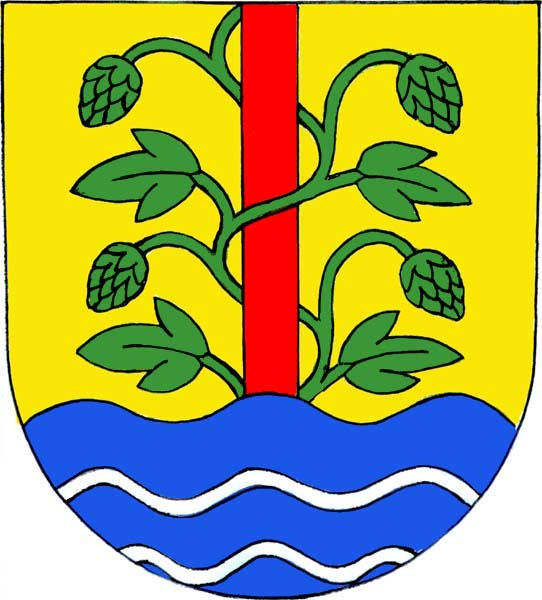
Wojkowitz
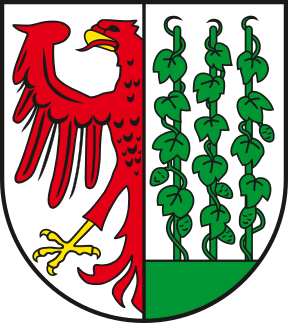
Gardelegen, im Mittelalter Zentrum des Hopfenanbaus und Hopfenhandels in der Altmark. Brandenburgischer Adler und drei Hopfenstangen.